# Černá v Pošumaví
Černá v Pošumaví (en allemand : Schwarzbach) est une commune du district de Český Krumlov, dans la région de Bohême-du-Sud, en République tchèque. Sa population s'élevait à 839 habitants en 2020.

## Géographie
Černá v Pošumaví se trouve sur la rive orientale du réservoir de Lipno, un lac artificiel formé par un barrage construit sur la Vltava dans les années 1950. Le village est situé à 18 km au sud-ouest de Český Krumlov, à 38 km au sud-ouest de České Budějovice et à 151 km au sud de Prague.
|  |

La commune est limitée par le terrain militaire de Boletice au nord, par Hořice na Šumavě et Světlík à l'est, par Frymburk au sud, par l'Autriche au sud-ouest et par Horní Planá à l'ouest.

## Histoire
La première mention écrite du village date de 1268.

## Administration
La commune se compose de six quartiers :
- Bližná
- Černá v Pošumaví
- Dolní Vltavice
- Mokrá
- Muckov
- Plánička